# Parti de la vertu
Le Parti de la vertu (en turc : Fazilet Partisi, abrégé en FP) était un parti politique islamiste de Turquie fondé en 1997, et interdit en 2001 par la Cour constitutionnelle, à la suite de la violation de la constitution laïque du pays.

## Histoire du parti
Le parti est créé par d'anciens membres du parti islamiste Refah dissous en 1997 par la cour constitutionnelle. Fondé sur la même rhétorique islamiste que le précédent parti, il obtient 15,4 % des voix lors des élections législatives de 1999 et remporte 102 sièges sur les 550 de l'Assemblée nationale.
Merve Kavakçı, députée du Parti de la vertu, entre voilée dans l'enceinte du parlement le 2 mai 1999, une première depuis l'avènement de la République. Elle ne peut cependant pas prêter serment, le port du voile étant interdit au sein de la Grande Assemblée nationale de Turquie.
Les députés du parti s'illustrent au cours des débats parlementaires sur un assouplissement de la laïcité turque, la jugeant trop exclusive.

## Dissolution
La justice turque remarque les liens unissant le FP avec d’anciens partis islamistes dissous. Le procureur de la république, soupçonnant le parti d'être le successeur juridique du Parti de la prospérité déjà interdit, entame la procédure de dissolution. Le 22 juin 2001, la cour constitutionnelle turque prononce la dissolution du parti politique pour atteinte au principe de laïcité. Lors de la fermeture de FP, Saadet Partisi a été créé à la place. 